# Сигнал к капитуляции
Сигнал к капитуляции (фр. La Chamade) — роман французской писательницы Франсуазы Саган 1965 года.
Сюжет романа использован в качестве литературной основы для фильма 1968 года с участием Катрин Денев и Мишель Пикколи.
Как и многие другие произведения Франсуазы Саган, роман описывает историю неразделённой любви.